# Liste der Kulturdenkmäler in Sulzheim (Rheinhessen)
In der Liste der Kulturdenkmäler in Sulzheim sind alle Kulturdenkmäler der rheinland-pfälzischen Ortsgemeinde Sulzheim aufgeführt. Grundlage ist die Denkmalliste des Landes Rheinland-Pfalz (Stand: 25. März 2025).

## Einzeldenkmäler
| Bezeichnung                                   | Lage                               | Baujahr         | Beschreibung | Bild                           |
| --------------------------------------------- | ---------------------------------- | --------------- | --- | ------------------------------ |
| Wohnhaus                                      | Bäckergasse 5 Lage                 | 1699            | ehemalige Bäckerei; barocker Fachwerkbau, bezeichnet 1699 und 1702; Bildstock, Holz | Fotos hochladen                |
| Wegekreuz                                     | Breiteweg, Ecke Bahnhofstraße Lage | 1732            | Wegekreuz, reliefiert, bezeichnet 1823, barocker Unterbau, bezeichnet 1732 | Fotos hochladen                |
| Wohnhaus                                      | Hauptstraße 26 Lage                | 17. Jahrhundert | barockes Fachwerkhaus, teilweise massiv, 17. Jahrhundert, Veränderungen des 18. Jahrhunderts | Fotos hochladen                |
| Katholische Pfarrkirche St. Philipp und Jakob | Kirchplatz 3 Lage                  | 1715            | barocker Saalbau, bezeichnet 1715, spätgotische Sakristei; spätbarockes Friedhofskreuz, bezeichnet 1776, 1856 erneuert; zwei barocke Grabkreuze, erste Hälfte 18. des Jahrhunderts; Kriegerdenkmal 1914/18, Skulpturengruppe, Kunststein, 1926 | weitere Bilder Fotos hochladen |
| Wohnhaus                                      | Kirchplatz 4 Lage                  | 1593            | Fachwerkhaus, teilweise massiv, bezeichnet 1593, Umbau am Anfang des 19. Jahrhunderts | Fotos hochladen                |

## Ehemalige Kulturdenkmäler
| Bezeichnung | Lage                | Baujahr                           | Beschreibung | Bild            |
| ----------- | ------------------- | --------------------------------- | --- | --------------- |
| Gasthaus    | Hauptstraße 7 Lage  | 19. Jahrhundert                   | ehemaliges Gasthaus, 19. Jahrhundert; Vierflügelanlage, Krüppelwalmdächer, klassizistisches Nebengebäude; aus Denkmalliste gelöscht, teilweise abgebrochen | Fotos hochladen |
| Wohnhaus    | Hauptstraße 18 Lage | Anfang des 18. Jahrhunderts       | barockes Fachwerkhaus, teilweise massiv, Anfang des 18. Jahrhunderts; aus Denkmalliste gelöscht, abgebrochen und durch Neubau ersetzt                      | Fotos hochladen |
| Wohnhaus    | Neue Pforte 4 Lage  | erste Hälfte des 18. Jahrhunderts | barockes Fachwerkhaus, teilweise massiv, erste Hälfte des 18. Jahrhunderts; aus Denkmalliste gelöscht                                                      | BW              |